# Aliens: Apocalisse - Gli angeli della distruzione
Aliens: Apocalisse - Gli angeli della distruzione è un fumetto in due parti pubblicato per la prima volta dalla Dark Horse Comics dal gennaio al maggio del 1999. È stato scritto da Mark Schultz, illustrato da Doug Wheatley, colorato da Chris Chuckry, lettered by Pat Brosseau e curato da Philip Amara e Mike Hansen. La copertina è opera di Mark Schultz. 

## Ristampe
Una versione da collezione di Aliens: Apocalisse - Gli angeli della distruzione è uscita nell'ottobre 1999 curata da Chris Warner.
La storia è stata poi ristampata come parte del volume Aliens Omnibus: Volume 6 nel dicembre 2008.